# Beale (Virginia Occidental)
Beale es un área no incorporada ubicada en el condado de Mason (Virginia Occidental), Estados Unidos. Está catalogada como un asentamiento humano por la Junta de Nombres Geográficos de los Estados Unidos.
El número de identificación (ID) asignado por el Servicio Geológico de Estados Unidos es 1560130.

## Historia
Una oficina de correos llamada Beale se estableció en 1902 y permaneció en funcionamiento hasta 1916.